# Alopecurus bonariensis
Alopecurus bonariensis là một loài thực vật có hoa trong họ Hòa thảo. Loài này được Parodi & Thell. mô tả khoa học đầu tiên năm 1927.